# Gladys Moreno
Gladys Moreno Cuéllar (Santa Cruz de la Sierra, 28 de noviembre de 1933 - ibidem, 3 de febrero de 2005) fue una cantante boliviana nacida en Santa Cruz de la Sierra. Fue condecorada con la más alta distinción del Estado Boliviano, el Orden del Cóndor de los Andes, por su aporte a la cultura.

## Biografía
Fue una de los cuatro hijos de Rómulo Moreno y de Hortensia Cuéllar.La afición por la música empezó desde corta edad interpretando chovenas y taquiraris que escuchaba cantar a su madre. En la escuela era la voz preferida de maestros y alumnos en las horas cívicas.
En 1964, Gladys Moreno se casó con Alfredo Tomelic con quien tuvo una hija a quien llamaron Ana Carola. La década de 1970 se realizaron diversos homenajes y se entregaron distinciones a su carrera. En 1977 viajó a Estados Unidos y ofreció conciertos en Washington y Nueva York (primer festival de la canción boliviana). En la década de los 80, Gladys se fue alejando de los escenarios debido a todo el esfuerzo físico y emocional que requería cada una de sus interpretaciones. 
Oficialmente se retiró de la música a finales de los 80 luego de presentaciones en Santa Cruz y Cochabamba
La Diva de la Canción Boliviana falleció en su ciudad natal la noche del jueves 3 de febrero de 2005, a consecuencia de un infarto.
Sus restos fueron velados en el salón Los Cirios, donde recibió varios homenajes de las instituciones y el público boliviano.
Ana Carola Tomelic Moreno, hija única de la cantante, relata que Gladys de pequeña en lugar de ir a clases se escondía detrás de una radio a escucharla todo el día. Relata también que su abuelo descubrió su talento en las reuniones familiares en las que cantaba. 
También José Herlan Arias Egüez narra que a sus nueve años conoció a la que él dice que es mamaya Gladys, le firmó un casette y le dijo que no podía creer que alguien de su edad le gustara tanto su música y lo nombró como su hijo adoptivo.

## Trayectoria profesional
A los 13 años se presentó en una función de beneficencia, en la que se reconoció su gracia y la prestancia que acompañaba su voz.
A sus 15 años hizo su debut oficial en Radio Electra de la capital Oriental en 1948 y casi inmediatamente después fue invitada a La Paz por el sello discográfico Méndez. En esta etapa inició una serie de actuaciones que serían centrales para su carrera artística.
Dos años más tarde, inauguró el conocido restaurante La Pascana en Santa Cruz de la Sierra. 
Cuando retornó a la ciudad de La Paz, realizó sus primeras grabaciones discográficas en discos de 78 rpm. Tuvo el acompañamiento musical del conjunto nacional Los Planetas. En el disco incluyeron los taquiraris Haragán y Cuando un Camba se enamora, el bolero Para decir te quiero, la polka Vida de mi vida, y el Vals a Tupiza, grabaciones que fueron todo un éxito en el territorio nacional.  
Posteriormente realizó una gira a la República del Brasil, país en el que su arte fue muy bien recibido en muchos escenarios de Río de Janeiro y San Pablo llegando a grabar junto al sello Masterdisc de la RCA - Víctor internacional- junto a la gran orquesta del maestro Daniel Salinas cuyo trabajo está considerado como la mejor etapa artística de la “Señora de la Canción”, en el que se citan obras de los mejores compositores bolivianos. 

Con ese amplio y variado repertorio realizó giras a diferentes países, y dentro del territorio nacional, donde fue recibida admirablemente en centros mineros, pueblos y ciudades de Bolivia. Sobre su trabajo alrededor de todo el país mencionaba:
“Yo inculqué que la gente se incline por la música nacional, pero creo que no, antes que lo nacional la gente canta música moderna, para que bailen y compren los jóvenes”. 
Entre su repertorio cabe recordar la canción más popular que se canta en su tierra, el taquirari Viva Santa Cruz, composición del orureño Gilberto Rojas Enríquez.

## Reconocimientos

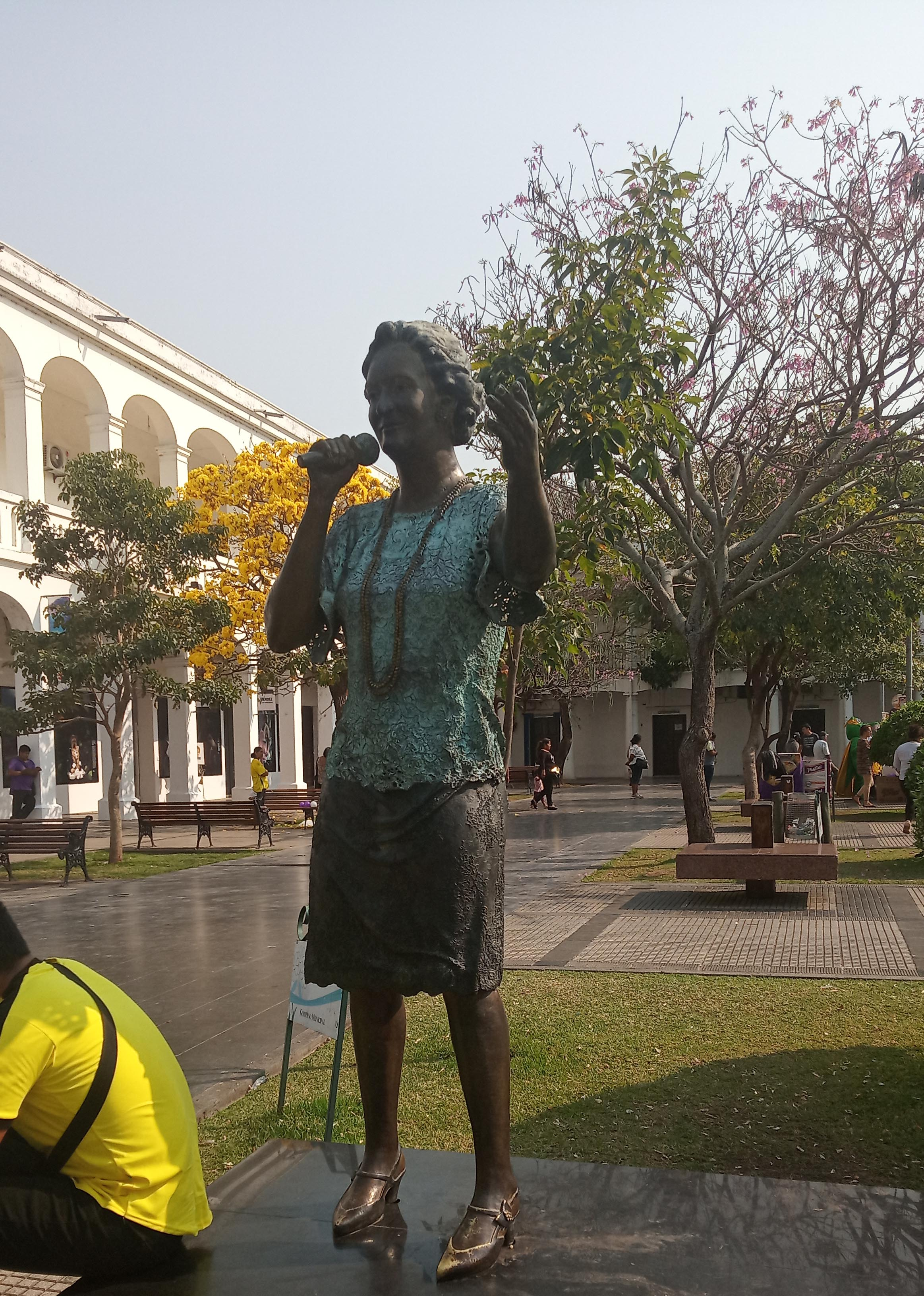
Monumento a Gladys Moreno en Santa Cruz.

En 1962 fue nombrada “Embajadora de la Canción Boliviana” en el gobierno de Víctor Paz Estenssoro y posteriormente cantó en la sede de la Organización de los Estados Americanos.
Su arte ha sido reconocido por el Gobierno al recibir la condecoración del Cóndor de los Andes y de varias instituciones públicas y privadas del País, declarada ciudadana notable en su natal Santa Cruz de la Sierra, fiel exponente de su música, el canto y el estilo oriental con una técnica completa que nunca fue igualada, convirtiéndola en dueña de una voz inigualable y llena de emoción y sentimiento, con la que dejó impresa muchas grabaciones que componen el cancionero del folclore boliviano.
El 30 de septiembre del 2014 en Santa Cruz de la Sierra el presidente Evo Morales junto al alcalde Percy Fernández inauguraron el monumento en honor al artista Gladys Moreno, obra construida en la Manzana Uno de la plaza 24 de septiembre realizada por el artista Juan Bustillos, quien esculpió en bronce la imagen de Gladys con dos metros de alto y sobre un pedestal a cuyos pies, reza un poema del poeta cruceño Oscar Gutiérrez Peña: La Novia del viento. 
Durante el acto, su hija, Ana Carola Tomelic Moreno, manifestó que su madre se entregó por completo a Bolivia a través de su canto, “construyendo puentes de integración”, hermanando a los bolivianos del norte y del sur, porque su voz se escuchó en los pueblos pequeños y las ciudades más grandes de la geografía nacional.
“El reconocimiento que le hace el Estado Plurinacional a mi madre, por iniciativa del Ministerio de Culturas, es una muestra de ese valor que deben tener los artistas para la sociedad, reconocer su trabajo, apoyarlos para que sigan trabajando creando cultura y valorar su esfuerzo y dedicación”, expresó la hija de Gladys Moreno.
A su turno, la presidenta de la brigada parlamentaria de Santa Cruz, Bety Tejada, detalló la infinidad de interpretaciones y composiciones de la embajadora de la música boliviana, como "Luna Camba", "Sombrero ‘e Saó", "Viva Santa Cruz", "Sed de amor", "El trasnochador", "Moto Méndez", "Alma Cruceña", "El carretero", "Guajojó", "Primavera", "Niña Camba", "Playas del Beni", "Soledad", "Illimani", "Te quiero más que a mi vida", "Volveré", "Qué bonita va", "Hecha jumechi al churuno", "Vals de la ilusión", "Así es mi amor" y otros. 

## Discografía
- Embajadora de la Canción, 1968
- El Disco de Oro de Gladys Moreno, 1987.
- La Voz del Oriente Boliviano.
- Bailando con Gladys Moreno.
- 4 Melodías Eternas en la voz de Gladys Moreno.
- Añoranzas Orientales, 1958.
- La Embajadora de la Canción.